# الشرقيون (فصيل سياسي)

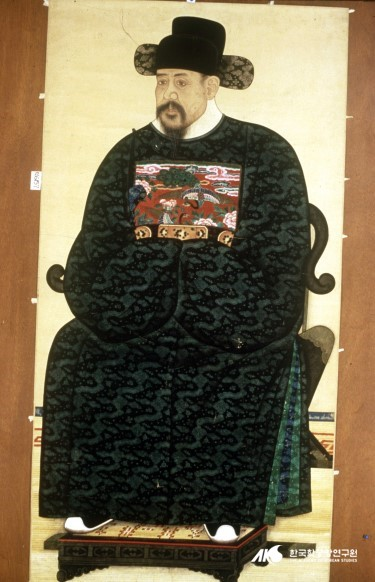
إي سان هاي أحد قادة الفصيل الشرقي والذي أثر كثيراً في الحكومة.

الشرقيون (بالهانغل: 동인، وبالهانجا: 東人، وحرفياً: دونغ إن وتعني سكان الشرق) هم فصيل سياسي خلال عهد سلالة جوسون. ظهر الفصيل السياسي خلال عهد الملك سونجو في القرن السادس عشر في كوريا. تكون الفصيل من أصدقاء كم هيو وون وتلاميذ جو شك وإي هوانغ، وتصارع الفصيل مع إي إي وأتباعه والذين شكلوا الفصيل الغربي.
كان الفصيل هو المسيطر على الساحة السياسية خلال ثمانينات القرن السادس عشر ولكن سلطته انحدرت في أعقاب انتحار جونغ يو رب ومذبحة سنة 1589 والتي عرفت باسم تمرد جونغ يو رب. انقسم الشرقيون إلى الفصيل الشمالي والفصيل الجنوبي وذلك بعد نفي جونغ تشول لمحاولته جعل الأمير غوانغهاي ولياً للعهد.